# Championnat nord-européen des clubs masculin de volley-ball
Le Championnat nord-européen des clubs (ang. Nordic Club Championships, szw. Nordiska klubbmästerskapen) est un championnat de volley-ball regroupant les clubs des pays nordiques créé en 2007, il est organisé par la North European Volleyball Zonal Association (NEVZA). En plus des pays nordiques (Norvège, Suède, Finlande, Danemark, Islande, Îles Féroé et Groenland) d'autres pays limitrophes peuvent être invités comme l'Estonie, la Lituanie, la Lettonie et le Royaume-Uni, lors de l'édition 2010-2011.

## Palmarès
| Année | Champion          | Finaliste         | Troisième         |
| ----- | ----------------- | ----------------- | ----------------- |
| 2008  | Raision Loimu     | Falkenbergs VBK   | Førde VBK         |
| 2009  | Maryenlist Odense | Falkenbergs VBK   | Middelfart VK     |
| 2010  | Maryenlist Odense | Middelfart VK     | Falkenbergs VBK   |
| 2011  | Førde VBK         | Maryenlist Odense | Middelfart VK     |
| 2012  | Maryenlist Odense | Nyborg VBK        | Gentofte Volley   |
| 2013  | Nyborg VBK        | Falkenbergs VBK   | Maryenlist Odense |
| 2014  | Falkenbergs VBK   | Nyborg VBK        | Middelfart VK     |
| 2015  | Linköpings VC     | Nyborg VBK        | Falkenbergs VBK   |
| 2016  | Nyborg VBK        | Maryenlist Odense | Gentofte Volley   |
| 2017  | Falkenbergs VBK   | Gentofte Volley   | BK Tromsø         |
| 2018  | TIF Viking        | Maryenlist Odense | BK Tromsø         |
| 2019  | Polonia Londres   | Maryenlist Odense | Hvidovre VK       |

## Listes des équipes en compétition

### Saison 2011-2012
- HK
- ÍF
- Middelfart VK
- Nyborg VBK
- Örkelljunga VK
- Hvidovre VK
- Koll Volleyball
- Falkenbergs VBK
- Gentofte Volley
- Randaberg IL
- Linköpings VC
- Førde VBK
- Maryenlist Odense